# I.JTB
株式会社i.JTB（アイドットジェイティービー）は、かつて東京都品川区東品川に本社を置くJTBの完全子会社であった企業。JTBグループのインターネット販売部門を主に管轄していた。

## 概要
2006年に純粋持株会社に移行したジェイティービーから、インターネット販売やコンビニエンスストアのマルチメディア端末での発券業務などの部門に特化した事業を行うために会社分割によって設立された。
2018年4月1日、JTBの経営改革の一環として地域会社などと共に、JTB本社に吸収合併され解散した。

## 沿革
- 2006年4月1日 - ジェイティービーの会社分割にて、株式会社i.JTBとして設立。
- 2016年6月14日 - 同年3月15日、同社のパソコンが取引先を装った標的型メール攻撃によりウイルスに感染。それにより、約793万人分の個人情報が流出した可能性があることを公表[2][3]。
- 2018年4月1日 - 株式会社JTBに吸収合併され、解散。